# Lumbrineris ocellata
Lumbrineris ocellata är en ringmaskart som beskrevs av Grube 1878. Lumbrineris ocellata ingår i släktet Lumbrineris och familjen Lumbrineridae. Inga underarter finns listade i Catalogue of Life.